# Palais Hilt & Vogel

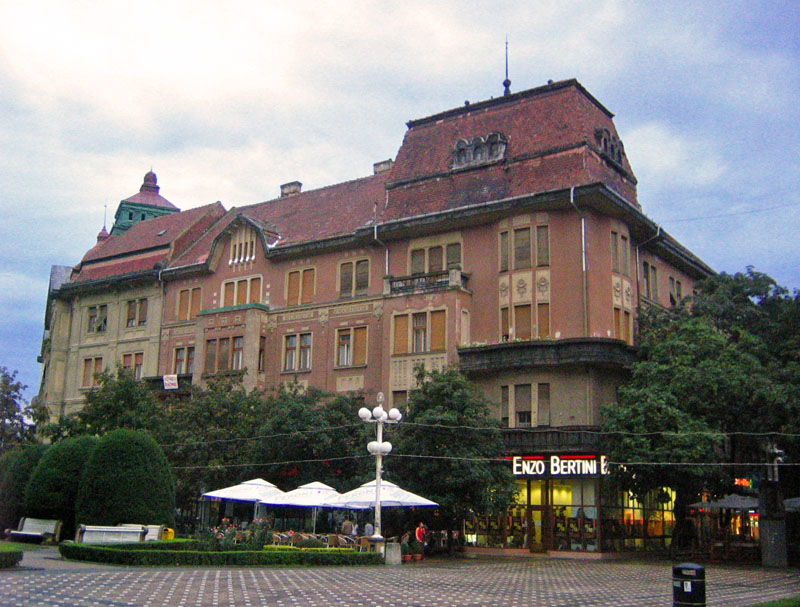
Palais Hilt-Vogel in Timișoara

Das Palais Hilt & Vogel (rumänisch Palatul Hilt & Vogel), auch Schloss Hilt & Vogel oder Palast Hilt & Vogel, ist ein dreistöckiges denkmalgeschütztes Gebäude an der Piața Victoriei der westrumänischen Stadt Timișoara.
Es wurde 1912 und 1913 von dem Leitenden Architekten der Stadt, László Székely, in eklektizistischem Baustil mit Elementen des Barocks und des Jugendstils (Wiener Secession) errichtet.
Im Erdgeschoss befindet sich die Galerie für zeitgenössische Kunst Helios.